# Discografia delle Sugababes
Questa pagina contiene la discografia delle Sugababes, composta da tutte le pubblicazioni ufficiali del gruppo musicale pop britannico. Le loro pubblicazioni sono uscite per le etichette discografica London e Island, Universal e Roc Nation.

## Album
| 2000 | One Touch                          | Studio   | 26 | -  | 6  | 7  | 8  | 16 | -  | -  | -  | -  | -  | -  | -  | -   | -  |
| 2002 | Angels with Dirty Faces            | Studio   | 2  | 11 | 19 | 13 | 13 | 21 | 12 | 11 | 15 | 48 | 49 | 37 | 32 | -   | -  |
| 2003 | Three                              | Studio   | 3  | 9  | 21 | 10 | 9  | 45 | 4  | 22 | 50 | -  | 54 | 39 | 40 | 128 | -  |
| 2005 | Taller in More Ways                | Studio   | 1  | 7  | 5  | 11 | 6  | 16 | 10 | 30 | 36 | -  | 23 | 32 | -  | -   | 24 |
| 2006 | Overloaded: The Singles Collection | Raccolta | 3  | 13 | 25 | 38 | 29 | -  | 37 | 21 | 43 | -  | -  | 34 | -  | -   | 37 |
| 2006 | Overloaded: The Live Collection    | Live     | -  | -  | -  | -  | -  | -  | -  | -  | -  | -  | -  | -  | -  | -   | -  |
| 2007 | Change                             | Studio   | 1  | 10 | 32 | 33 | 14 | -  | 69 | -  | -  | -  | -  | -  | -  | 105 | 32 |
| 2008 | Catfights and Spotlights           | Studio   | 8  | 18 | -  | -  | -  | -  | -  | -  | -  | -  | -  | -  | -  | -   | -  |
| 2010 | Sweet 7                            | Studio   | 14 | 35 | -  | -  | 92 | -  | -  | -  | -  | -  | -  | -  | -  | -   | -  |

## Singoli
| Anno | Singolo                            | Classifiche | Classifiche | Classifiche | Classifiche      | Classifiche | Classifiche | Classifiche       | Classifiche | Classifiche | Classifiche   | Classifiche | Classifiche | Classifiche | Classifiche | Album                             |
| Anno | Singolo                            | Regno Unito | Irlanda     | Paesi Bassi | Belgio (Fiandre) | Svizzera    | Australia   | Belgio (Vallonia) | Svezia      | Francia     | Nuova Zelanda | Germania    | Austria     | Norvegia    | Italia      | Album                             |
| ---- | ---------------------------------- | ----------- | ----------- | ----------- | ---------------- | ----------- | ----------- | ----------------- | ----------- | ----------- | ------------- | ----------- | ----------- | ----------- | ----------- | --------------------------------- |
| 2000 | Overload                           | 6           | 15          | 20          | 38               | 5           | 27          | 32                | 21          | -           | 2             | 3           | 3           | 12          | -           | One Touch (London)                |
| 2000 | New Year                           | 12          | 25          | -           | -                | -           | -           | -                 | -           | -           | -             | -           | -           | -           | -           | One Touch (London)                |
| 2001 | Run for Cover                      | 13          | 35          | 49          | -                | 36          | 36          | -                 | -           | -           | 49            | 28          | 38          | -           | -           | One Touch (London)                |
| 2001 | Soul Sound                         | 30          | -           | -           | -                | -           | -           | -                 | -           | -           | -             | -           | -           | -           | -           | One Touch (London)                |
| 2002 | Freak like Me                      | 1           | 2           | 31          | 10               | 11          | 44          | 1                 | 27          | -           | 25            | 22          | 4           | -           | -           | Angels with Dirty Faces (Island)  |
| 2002 | Round Round                        | 1           | 2           | 8           | 16               | 4           | 13          | 3                 | 11          | 71          | 2             | 15          | 8           | 4           | 7           | Angels with Dirty Faces (Island)  |
| 2002 | Stronger                           | -           | -           | 9           | 20               | 23          | -           | 5                 | 23          | -           | -             | 38          | 41          | 6           | -           | Angels with Dirty Faces (Island)  |
| 2002 | Angels with Dirty Faces            | 7           | -           | -           | -                | -           | 34          | -                 | -           | -           | 24            | -           | -           | -           | -           | Angels with Dirty Faces (Island)  |
| 2003 | Shape                              | 11          | 9           | 7           | 49               | 40          | -           | 2                 | -           | -           | -             | 39          | 50          | 16          | 22          | Angels with Dirty Faces (Island)  |
| 2003 | Hole in the Head                   | 1           | 2           | 2           | 20               | 8           | 25          | 11                | 7           | -           | 11            | 9           | 5           | 2           | 23          | Three (Island)                    |
| 2003 | Too Lost in You                    | 10          | 13          | 8           | 28               | 8           | 31          | 28                | 30          | 22          | 31            | 14          | 26          | 7           | -           | Three (Island)                    |
| 2004 | In the Middle                      | 8           | 13          | 7           | 40               | 23          | 33          | 9                 | -           | -           | -             | 29          | 33          | -           | -           | Three (Island)                    |
| 2004 | Caught in a Moment                 | 8           | 28          | 30          | -                | 56          | -           | -                 | -           | -           | -             | 71          | 56          | -           | -           | Three (Island)                    |
| 2005 | Push the Button                    | 1           | 1           | 3           | 2                | 3           | 3           | 33                | 4           | 17          | 1             | 2           | 1           | 2           | 11          | Taller in More Ways (Island)      |
| 2005 | Ugly                               | 3           | 7           | 7           | 13               | 19          | 13          | 8                 | 18          | -           | 5             | 26          | 14          | -           | -           | Taller in More Ways (Island)      |
| 2006 | Red Dress                          | 4           | -           | 7           | 35               | 31          | 22          | -                 | -           | -           | 16            | 27          | 41          | 17          | -           | Taller in More Ways (Island)      |
| 2006 | Follow Me Home                     | 32          | 25          | -           | -                | -           | -           | -                 | -           | -           | -             | -           | -           | -           | -           | Taller in More Ways (Island)      |
| 2006 | Easy                               | 8           | 18          | 45          | 3                | 30          | -           | -                 | 56          | -           | -             | 26          | 23          | 18          | -           | Taller in More Ways (Island)      |
| 2007 | Walk This Way (Con le Girls Aloud) | 1           | 14          | -           | -                | -           | -           | -                 | -           | -           | -             | -           | -           | -           | -           | Singolo di beneficenza (Island)   |
| 2007 | About You Now                      | 1           | 2           | 16          | 28               | 21          | -           | 7                 | 40          | 19          | 18            | 4           | 4           | 7           | 49          | Change (Island)                   |
| 2007 | Change                             | 13          | 21          | 31          | -                | -           | -           | -                 | -           | -           | -             | 32          | -           | -           | -           | Change (Island)                   |
| 2007 | My Love Is Pink                    | -           | -           | -           | -                | -           | -           | -                 | -           | -           | -             | -           | -           | -           | -           | Change (Island)                   |
| 2008 | Denial                             | 15          | 18          | 61          | 4                | 14          | -           | -                 | -           | -           | -             | 14          | -           | -           | -           | Change (Island)                   |
| 2008 | Girls                              | 3           | 12          | -           | -                | -           | -           | -                 | -           | -           | -             | -           | -           | -           | -           | Catfights and Spotlights (Island) |
| 2008 | No Can Do                          | 23          | -           | -           | -                | -           | -           | -                 | -           | -           | -             | -           | -           | -           | -           | Catfights and Spotlights (Island) |
| 2009 | Get Sexy                           | 2           | 3           | -           | 21               | -           | -           | 37                | 42          | -           | -             | 41          | 72          | -           | -           | Sweet 7 (Island)                  |
| 2009 | About a Girl                       | 8           | 14          | -           | -                | -           | -           | -                 | -           | -           | -             | -           | -           | -           | -           | Sweet 7 (Island)                  |
| 2010 | Wear My Kiss                       | 7           | 9           | -           | -                | -           | -           | -                 | -           | -           | -             | -           | -           | -           | -           | Sweet 7 (Island)                  |
| 2011 | Freedom                            | -           | -           | -           | -                | -           | -           | -                 | -           | -           | -             | -           | -           | -           | -           |                                   |
| 2025 | Jungle                             | -           | -           | -           | -                | -           | -           | -                 | -           | -           | -             | -           | -           | -           | -           |                                   |
| 2025 | Weeds                              | -           | -           | -           | -                | -           | -           | -                 | -           | -           | -             | -           | -           | -           | -           |                                   |

## Partecipazioni
| Anno | Album                                             | Singoli                                                                                |
| ---- | ------------------------------------------------- | -------------------------------------------------------------------------------------- |
| 2002 | NME In Association With War Child Presents 1 Love | - Killer (Originariamente cantata da Adamsky)                                          |
| 2003 | Jack O the Green (Small World Big Band Friends 3) | - Please Can I Talk? (Con Jools Holland)                                               |
| 2004 | Do They Know It's Christmas? (EP)                 | - Do They Know It's Christmas? (Facendo parte della Band Aid 20)                       |
| 2006 | Hello Waveforms                                   | - Spiral (William Orbit, Sugababes & Kenna)                                            |
| 2006 | Pop Justice: 100% Solid Pop Music                 | - I Bet You Look Good On The Dancefloor (Originariamente cantata dagli Arctic Monkeys) |
| 2007 | Radio 1 Established 1967                          | - Betcha By Golly, Wow (Originariamente cantata dai The Stylics)                       |
| 2007 | Songs of Mass Destruction                         | - Sing (Annie Lennox)                                                                  |
| 2008 | FloorFillers Club Mix                             | - Megamix                                                                              |

## Album video
- 2001 - Run for Cover: DVD Single
- 2006 - Overloaded: The Singles Collection DVD